# Общеобразовательное развитие

Логотип Службы тестирования GED, единственного авторизованного поставщика теста GED

Общеобразовательное развитие (ООР; англ. General Educational Development, GED) — экзамен, представляющий собой группу из тестов по четырём предметам, прохождение которого подтверждает, что экзаменуемый имеет академические навыки на уровне средней школы США или Канады. Экзамен является альтернативой аттестату о среднем образовании США, тестам HiSET и TASC. TASC управляется Data Recognition Corp. и был создан McGraw Hill Education. По состоянию на июль 2016 года TASC одобрен в 13 штатах США. На веб-сайте службы тестирования в настоящее время тест называется «GED».
Американский совет по образованию (ACE) в Вашингтоне, которому принадлежит торговая марка «GED», ввёл инициализм для обозначения «тестов на развитие общей эквивалентности», которые измеряют уровень знаний в области естественных наук, математики, социальных исследований, чтения и письма. Тем, кто не закончил среднюю школу или не соответствует требованиям для получения диплома об окончании средней школы, сдача теста GED даёт возможность получить аттестат, эквивалентный аттестату об окончании средней школы, также называемый аттестатом об эквивалентности образования средней школы или дипломом общей эквивалентности. Это называется соответствие общеобразовательному развитию или «GED» в большинстве Соединённых Штатов, Канады или во всём мире. В 2014 году некоторые штаты США перешли на альтернативные экзамены HiSET и TASC. В Нью-Йорке, если испытуемый успешно сдаёт все свои экзамены TASC, то получает диплом, эквивалентный средней школе (сокращённо HSE), заменивший диплом «GED».
Служба тестирования «GED» является совместным предприятием Американского совета по образованию. Pearson является единственным разработчиком теста «GED». Тест сдаётся на компьютере и лично. Штаты и юрисдикции выдают свидетельство об эквивалентности средней школы (англ. Certificate of High School Equivalency, CHSE) или аналогичное свидетельство лицам, соответствующим требованиям проходного балла.
В дополнение к английскому языку тесты «GED» доступны на испанском и французском языках в Канаде, с крупным шрифтом, аудио и шрифтом Брайля. Тесты и подготовка к ним также предлагаются лицам, находящимся в заключении и на военных базах, в дополнение к более традиционным условиям. Лица, проживающие за пределами США, Канады или территорий США, имеют право на сдачу тестов «GED» в центрах тестирования Pearson VUE. Программа завершения средней школы для взрослых штата Юта использовалась в качестве альтернативы для лиц, решивших получить диплом.

## История
В ноябре 1942 года Институт вооружённых сил США обратился к Американскому совету по образованию (ACE) с просьбой разработать серию тестов для оценки академических навыков на уровне средней школы. Эти тесты дали военнослужащим и ветеранам, поступившим в армию до окончания средней школы, возможность продемонстрировать свои знания. Прохождение этих тестов давало вернувшимся солдатам и морякам академические полномочия, необходимые им для получения гражданской работы и доступа к высшему образованию или дальнейшему обучению.
В 1988 году ACE в третий раз пересмотрела тесты «GED». Наиболее заметным изменением в серии было добавление образца письма или эссе. В новых тестах больше внимания уделялось социально значимым темам и навыкам решения проблем. Опросы участников тестирования показали, что больше учащихся (число|65|%) сообщили о сдаче теста с намерением продолжить своё образование после окончания средней школы, а не с целью получить лучшую работу (30 %).
Четвёртая редакция была внесена в 2002 году для соответствия теста с более поздними стандартами среднего образования.
Пятая редакция была выпущена 2 января 2014 года для использования на Pearson VUE, проприетарной компьютерной платформе тестирования. Новый тест распространяется на Соединённые Штаты, но не на Канаду или другие страны. В нём сохранились четыре области содержимого, но с другим содержанием — словесность, математика, естественные науки и социальные науки, — которые «оценивают фундаментальные знания и навыки, необходимые для карьеры и подготовки к поступлению в колледж».

## Влияние на возможность трудоустройства
Сама по себе сертификация «GED» (т. е. без дополнительного послесреднего образования или профессиональной подготовки) не создаёт тех же возможностей на рынке труда, которые доступны традиционным выпускникам средней школы. Хотя люди, получившие сертификат GED, как правило, зарабатывают больше, чем бросившие школу, но меньше, чем выпускники средней школы, экономист Джеймс Хекман обнаружил, что это в первую очередь связано с существующими различиями в характеристиках и опыте выпускников GED. При контроле других влияний он не находит доказательств того, что для среднего учащегося сертификат GED улучшает экономические возможности человека по сравнению с другими бросившими школу.
В целом существует определённый уровень стигматизации обладателей сертификата GED, который влияет на возможность трудоустройства или стремление к получению высшего образования.

## Призывы к отмене
Те, кто поддерживает отмену GED, говорят, что программа снижает количество выпускников средних школ, устарела и является финансовым бременем для участников с низким доходом.